# Sainte-Eulalie-d'Olt
Sainte-Eulalie-d'Olt là một xã ở tỉnh Aveyron, thuộc vùng Occitanie ở miền nam nước Pháp.